# Zoologisk have
 "Zoo" omdirigeres hertil. For andre betydninger af Zoo, se Zoo (flertydig).
En zoologisk have, zoo eller dyrepark er et sted, hvor både vilde og tamme dyr holdes i indhegninger eller bure, så besøgende kan se dem.

## Historie og etymologi
Tidlige dyresamlinger er kendt fra de egyptiske, assyriske, kinesiske og aztekiske riger. Omkring år 1500 f.Kr. blev der holdt en giraf i gudens Amons hellige haver. Montezumas volierer med fugle, rovdyr og krybdyr er beskrevet fra Cortez tid i Sydamerika. Efter faldet af Romerriget er ingen zoologisk haver dokumenteret i Europa indtil renæssancen, hvor prinser igen begyndte at bygge dyreparker.
Udtrykket dyrepark går tilbage til ordet dyrgård fra det tyske Tiergarten, som i middelalderen betød et område med vilde dyr, hovedsagelig hjorte og andre indfødte fauna. Ofte var dyrgårdene før dette jagtmarker for kongelige. Selv i dag hedder dyreparken i Helsingfors på lidt ældre finlandssvensk Högholmens djurgård.

### Danmark

#### København
Zoologisk Have i København har været en privat institution siden grundlæggelsen i 1859. Fra 1972 blev det økonomiske fundament for Zoologiske Have ændret til en selvejende institution med økonomisk statstilskud.

#### Maribo
Knuthenborg Safaripark er en dyrepark på godset Knuthenborg umiddelbart sydvest for Bandholm på Lollands nordkyst. Safariparken har flere end 1000 dyr fordelt på cirka 70 dyrearter, Danmarks største natur- og vandlegeplads samt Dinosaurskoven fra 2018.

## Dyrparker i dag
Blandt de største er Berlin Zoo (Tyskland), Bronx Zoo (USA), Henry Doorly Zoo (USA), Moskva Zoo (Rusland), Plzeň Zoo (Tjekkiet), San Diego Zoo (USA) og Tierpark Berlin (Tyskland).
En zoologisk have bruges oftest til at vise dyr frem i åbningstiden.
Nogle zoologiske haver holder sjældne dyr, som de forsøger at få til at yngle, i håb om at opretholde dets eksistens.
I Danmark er der blandt andre, følgende zoologiske haver:
- Aalborg Zoo
- AQUA Akvarium og Dyrepark
- Blåvand Zoo
- Den blå planet
- Givskud Zoo
- Guldborgsund Zoo
- Kattegatcentret
- Knuthenborg Safaripark
- Krokodille Zoo
- København Zoo
- Næstved Zoo
- Odense Zoo
- Odsherred Zoo
- Randers Regnskov
- Ree Park
- Skandinavisk Dyrepark
- Jyllands Park Zoo
- Nordsøen Oceanarium
- Glad Zoo Lintrup